# Émile Nolly
Émile Nolly est le nom de plume du capitaine Émile Joseph Détanger. Il est le fils d'Alexandre Auguste Détanger (1845 - 1912), ingénieur civil diplômé de L'École Centrale de Lyon, et de Marie Emma Joly (1850 - 1943). Il fait partie d'une fratrie de 8 enfants dont il est le 5ème. Il est un écrivain et militaire français (né à Izieux le 5 novembre 1880 et mort pour la France à Blainville-sur-l'Eau le 5 septembre 1914), lauréat du Grand prix de littérature de l'Académie française en 1915 pour Hiên le Maboul.

## Biographie
Après avoir été élève à l'École de Saint-Cyr (1899-1901, promotion « d'In Salah »), Émile Détanger opte pour une carrière coloniale qui va le conduire en Extrême-Orient, puis au Maroc. Il est d'abord lieutenant au 2ème régiment de Tirailleurs Tonkinois. À sa demande en 1911, il part rejoindre le Bataillon de Sénégalais du Maroc alors en campagne. Il participe, au printemps 1911, à la prise de Fez et défile à la tête de ses soldats dans les ruelles de Salé. Il écrit : "Comme nos clairons sonnaient joyeusement il y a quatre jours, sous les remparts du nid à forbans."
En juin 1913, il est capitaine affecté au cabinet du Ministre des Colonies, rue Oudinot à Paris.
En août 1914, dans les premiers jours de la guerre, capitaine au 43e régiment créé en août 1914 à Paris, Emile Détanger est blessé une première fois par un éclat d'obus qui lui fait perdre une phalange. Il est ensuite mortellement blessé, le 31 août 1914, en forêt de Vitrimont lors d'un combat mené du 28 août 1914 au 2 septembre 1914. Il décède des suites de ses blessures abdominales de guerre provoquant une péritonite suraigüe à l'hôpital de Blainville-sur-l'Eau. Il est inhumé dans le cimetière communal de Blainville-sur-l'Eau. 
Une stèle à son nom se dresse dans la forêt des écrivains combattants (Hérault). Son nom figure également sur une des colonnes du Panthéon à Paris parmi d'autres noms d'écrivains morts au combat pendant la première guerre mondiale.

## Œuvres
- Hiên le Maboul, 1909
- La Barque annamite, roman de mœurs tonkinoises, 1910
- Gens de guerre au Maroc, 1912
- À Plein Cœur, Feuilleton de 33 épisodes publiés dans Le Figaro de février à début avril 1913
- Le Chemin de la victoire, 1915
- Le Conquérant, journal d’un indésirable au Maroc, 1916
- Le Mariage de Bèp Mao, 1925